# Cmentarz żydowski w Dębnie
Cmentarz żydowski w Dębnie – kirkut mieści się przy obecnej ul. Kostrzyńskiej. Miał powierzchnię 0,2 ha. W czasie II wojny światowej został zdewastowany. Obecnie jest nieogrodzony i jedynym śladem po kirkucie są nieliczne ślady grobów.